# Yuen Biao
Yuen Biao (元彪, che vuol dire "primo giovane alto e robusto"), pseudonimo di Hsia Ling-Jun (Hong Kong, 26 luglio 1957) è un attore, regista e artista marziale di Hong Kong.

## Biografia
All'età di 5 anni i genitori, Ha Kwong-Tai ed Ha Sau-Ying, lo iscrivono alla Scuola dell'Opera di Pechino ad Hong Kong, dove stringe amicizia con quelli che saranno i suoi futuri colleghi: Jackie Chan, Sammo Hung e Yuen Wah.
All'età di 16 anni lascia la scuola e con il maestro Jin-Yuen si trasferisce in America per cercare fortuna, per poi ritornare poco tempo dopo: nella cinematografia americana non c'è spazio per un divo asiatico, come aveva scoperto anche Bruce Lee.
Ad Hong Kong interpreta piccoli ruoli in vari film. Inoltre partecipa ai film di Bruce Lee in veste di stuntman in I 3 dell'Operazione Drago (Enter the Dragon, 1973) e nel film che lasciò incompiuto, poi ripreso da Robert Clouse, L'ultimo combattimento di Chen (The Game of Death, 1978). Yuen Biao è anche riconoscibile come uno dei due monaci armati di bastone che combattono nel tempio in L'ultima sfida di Bruce Lee (Tower of Death/Game of Death 2, 1980), sequel apocrifo del summenzionato Game of Death.
L'occasione di farsi conoscere viene dall'amico ed ex compagno di scuola Sammo Hung, il quale lo chiama a lavorare con lui. Yuen Biao interpreta i combattimenti durante la sigla iniziale di Enter the Fat Dragon (肥龍過江 o Fay Lung kwo gong, 1978), mentre ha un ruolo proprio in Knockabout (雜家小子 o Za jia xiao zi, 1979). Ma il vero successo arriva nel 1983 con The Prodigal Son (敗家仔 o Bai ga jai), sempre con Sammo Hung, con il quale si impone come star di prima categoria.
Anche Jackie Chan lo chiama a partecipare ai suoi film, prima nel 1980 con Il ventaglio bianco (Shi di chu ma), poi nel 1983 con Project A - Operazione pirati ('A' gai waak), che diviene un classico del genere. Dopo altri film diretti dai suoi amici, Yuen Biao decide di seguire la propria strada e di farsi un nome al di fuori della fama dei suoi ex compagni.
Nel 1984 sposa l'attrice DiDi Ping, conosciuta durante le riprese del film Carry On Pickpocket (Tai fong siu sau, 1982), in cui Yuen Biao è il coordinatore degli stuntman. Nel 1986 nasce la loro figlia Yi-Bui, e nel 1988 il loro figlio Ming-Tsak.
Dopo vari successi, nel 1991 Yuen Biao consolida la sua fama partecipando a Once Upon a Time in China (黄飛鴻) di Tsui Hark, a fianco di Jet Li.
Nel 1988 dirige il suo primo film, Kujaku ô. Ne dirigerà solamente un altro, A Kid From Tibet (西藏小子 o Xi Zang xiao zi), nel 1992.
Nel 1994 torna, dopo tanto tempo, a recitare insieme all'amico Sammo Hung nel film Don't Give a Damn (金城武の死角都市・香港 o Mou mian bi).
In Canada Yuen Biao ha trovato una seconda casa, dove si dedica al suo hobby preferito: il golf.
Tra i suoi film mai usciti in Italia, troviamo diversi successi: The Magnificent Butcher (1979) e Dreadnaught (1982) diretti dal Maestro Yuen Wo Ping, Knockabout (1979) e Prodigal Son (1981) diretti dall'amico Sammo Hung, Zu: The Warriors From The Magic Mountain (1983) di Tsui Hark, un Wuxia-Fantasy campione d'incassi in patria, The Champions (1983), tra i primi esperimenti di fusione calcio e Kung Fu. Nella seconda metà degli anni '80 molti sono i titoli di nota: Rosa (1986) e Righting Wrongs (1986) di Corey Yuen, Millioneires Express (1986), Estern Condors (1987) e Dragons Forever (1988) ancora di Sammo Hung, The Iceman Cometh (1989), The Peacock King (1989).

## Filmografia
- Dalla Cina con furore (Jing wu men/ The Chinese Connection), regia di Lo Wei (1972)
- Lady Kung Fu regia di Huang Feng (1972)
- L'urlo di Chen terrorizza anche l'occidente (Meng long guo jiang/ Way of the Dragon), regia di Bruce Lee (1972)
- Le 14 amazzoni (Shi si nu ying hao), regia di Kng Cheng (1972)
- Little Tiger From Canton (刁手怪招), regia di Chu Mu (1973)
- I 3 dell'Operazione Drago (Enter the Dragon), regia di Robert Clouse (1973)
- Il dragone vola alto (1975)
- Shaolin Wooden Men (少林木人巷/Shao Lin mu ren xiang), regia di Chen Chi-Hwa (1976)
- Poliziotto privato: un mestiere difficile (The Amsterdam Kill), regia di Robert Clouse (1977)
- The Magnificent Butcher (Lin shi rong), regia di Yuen Wo Ping (1979)
- L'ultimo combattimento di Chen (Game of Death), regia di Robert Clouse (1978)
- Knockabout, regia di Sammo Hung (1979)
- Il ventaglio bianco (師弟出馬 Shi di chu ma), regia di Jackie Chan (1980)
- L'ultima sfida di Bruce Lee (Game of Death II), regia di See-yuen Ng (1981)
- Prodigal Son, regia di Sammo Hung (1981)
- Dreadnaught (Yong zhe wu ju), regia di Yuen Wo Ping (1982)
- Project A - Operazione pirati (Ａ計劃 'A' gai waak), regia di Jackie Chan (1983)
- Winners and Sinners (Ａ計劃), regia di Sammo Hung (1983)
- Zu: The Warriors From The Magic Mountain, regia di Tsui Hark (1983)
- Il mistero del conte Lobos (快餐車 Kwai tsan tseh), regia di Sammo Hung (1984)
- La gang degli svitati (福星高照 Fuk sing go jiu), regia di Sammo Hung (1985)
- Bambole e botte (夏日福星 Xia ri fu xing), regia di Sammo Hung (1985)
- Righting Wrongs (執法先鋒 Zhi fa xian feng), regia di Corey Yuen (1986)
- The Canton Godfather regia di Jackie Chan  (1989)
- Once Upon a Time in China (黄飛鴻), regia di Tsui Hark (1991)
- A Kid from Tibet. regia di Yuen Biao
- A Man Called Hero (中華英雄 Zhong hua ying xiong) (1999)
- Rob-B-Hood (寶貝計劃 Bo bui gai wak), regia di Benny Chan (2006)